# アンソニー・ソロメト
アンソニー・エピファニオ・ソロメト（Anthony Epifanio Solometo, 2002年12月2日 - ）は、アメリカ合衆国ニュージャージー州カムデン郡ボーヒーズ・タウンシップ出身のプロ野球選手（投手）。左投左打。MLBのピッツバーグ・パイレーツ傘下所属。

## 経歴
2021年のMLBドラフト2巡目（全体37位）でピッツバーグ・パイレーツから指名され、予定していたノースカロライナ大学チャペルヒル校への進学を取りやめプロ入り。契約金は280万ドル。
2022年に傘下のA級ブレイデントン・マローダーズでプロデビューし、13試合（先発8試合）に登板して5勝1敗、防御率2.64、51奪三振を記録した。
2023年はA＋級で開幕を迎え、シーズン途中にAA級アルトゥーナ・カーブへ昇格した。